# Claudie Blakley
Claudie Blakley, née en 1974, est une actrice de cinéma et de théâtre britannique.

## Biographie
Son père est Alan Blakley (en), un membre du groupe pop des années 1960 the Tremeloes, sa mère Lin Blakley (en), a joué le rôle de Pam Coker dans la série EastEnders de 2014 à 2017 et sa sœur Kirsten Blakley est la chanteuse du groupe d'indie pop Little Spitfire.
Claudie Blakley à la Central School of Speech and Drama. En 1998, elle a remporté le Ian Charleson Award pour son rôle dans La Mouette au Théâtre West Yorshire de Leeds. Elle est connue pour son interprétation du rôle d'Emma Timmins dans la série dramatique Lark Rise to Candleford de la BBC.
Elle a également joué Mabel Nesbitt dans le film oscarisé de Robert Altman Gosford Park et Charlotte Lucas dans la version de Joe Wright d'Orgueil et Préjugés de 2005. À l'automne 2007, elle est apparue dans la série de la BBC Cranford dans le rôle de Martha.
En 2010, Claudie Blakley a joué le rôle de Cynthia Lennon dans Lennon Naked, un téléfilm dramatique basé sur les années 1964 à 1971 de la vie de John Lennon. En 2013 elle a fait une apparition dans la pièce Chimerica (en).

Époux : Ross Anderson

## Filmographie
- 2020 : Secrets de famille (série télévisée) : Helen
- 2015 : Midsomer Murders (série télévisée) : Claire Asher
- 2015 : Call the Midwife (série télévisée) : Susan Robbins
- 2015 : Silent Witness (série télévisée) : Louise Marsh
- 2014 : The Driver (mini-série) : Rosalind McKee
- 2013 : What Remains (en) (série télévisée) : Patricia
- 2013 : The Home Office (téléfilm) : Barbra
- 2012 : National Theatre Live: The Comedy of Errors : Adriana
- 2011 : New Tricks (série télévisée) : Lisa Carlisle
- 2011 : National Theatre Live: The Cherry Orchard : Varya
- 2011 : The Night Watch (téléfilm) : Nancy Carmichael
- 2008-2011 : Lark Rise to Candleford (en) (série télévisée) : Emma Timmins
- 2011 : The Joy of Teen Sex (série télévisée) : la narratrice
- 2010 : The Nativity (en) (mini-série) : Anna
- 2010 : Agatha Christie's Marple (série télévisée) : Philippa Pritchard
- 2010 : Lennon Naked (téléfilm) : Cynthia Lennon
- 2007-2009 : Cranford (série télévisée) : Martha
- 2009 : Coming Up (série télévisée) : Linda
- 2009 : Bright Star : Maria Dilke
- 2007 : Fallen Angel (en) (mini-série) : Sally
- 2006 : Fear of Fanny (téléfilm) : Nicky
- 2006 : London to Brighton : Tracey
- 2006 : Severance : Jill
- 2006 : Vital Signs (série télévisée) : Jules Chapman
- 2005 : Pride & Prejudice : Charlotte Lucas
- 2005 : The Inspector Lynley Mysteries (série télévisée) : Laetitia Gane
- 2004 : Dirty Filthy Love (en) (téléfilm) : Kathy
- 2004 : He Knew He Was Right (en) (mini-série) : Camilla French
- 2002-2003 : Ed Stone Is Dead (en) (série télévisée) : Kate
- 2003 : Ready When You Are, Mr. McGill (en) (téléfilm) : Deirdre
- 2000-2002 : Playing the field (série télévisée) : Kelly Powell
- 2001 : Mr Charity (série télévisée) : Abi
- 2001 : Gosford Park : Mabel Nesbitt
- 2001 : The Cat's Meow : Didi
- 2001 : The War Bride : Rosie
- 2000 : A Christmas Carol (téléfilm) : Ellie
- 2000 : Never Never (téléfilm) : l'amie de Jo
- 1999 : The Bill (série télévisée) : Alice Fitzgerald
- 1999 : An Unsuitable Job for a Woman (série télévisée) : Kirsty
- 1997 : Touching Evil (série télévisée) : Mo Morrison
- 1996 : No Bananas (mini-série) : Sandra

## Au théâtre
- 2013 : Chimerica (en) : Tessa (Kendrick Almeida Theatre)
- 2012 : Macbeth : Lady Macbeth (Sheffield Crucible Theatre)
- 2011 : La Comédie des erreurs : Adriana (Royal National Theatre)
- 2011 : Di and Viv and Rose : Rose (Hampstead Downstairs (Hampstead Theatre))
- 2011 : La Cerisaie : Varya (Royal National Theatre)
- 2007 : Attempts on Her Life (Royal National Theatre)
- 2006 : Love and Money (play) (en) : Val/Debbie/4 (Royal Exchange Theatre/Young Vic Theatre)
- 2006 : La Petite Sirène : Voice (Little Angel Theatre)
- 2005 : Le Roi Lear : Bodice (Sheffield Crucible Theatre)
- 2004 : A Girl in a Car with a Man : Stella (Royal Court Theatre)
- 2003 : Tout est bien qui finit bien : Helena (RSC Stratford/London)
- 2003 : La Dame de la Mer : Bollette (Almeida Theatre)
- 2003 : Random Bee (Royal Court Theatre)
- 2002 : Kosher : Harry (Royal Court Theatre)
- 2000 : The Good Samaritan (Hampstead Theatre)
- 2000 : Billy and the Crab Lady : Kat (Soho Theatre)
- 1999 : Les Trois sœurs : Masha (UK Tour)
- 1998 : Joyeux chagrins : Daphne (West Yorkshire Playhouse)
- 1998 : La Tempête : Miranda (West Yorkshire Playhouse)
- 1998 : La Mouette : Nina West (Yorkshire Playhouse). Ian Charleson Award - Meilleure actrice 1998
- 1997 : Peter Pan : Wendy (Royal National Theatre)
- 1995 : Rosencrantz et Guildenstern sont morts : Ophelia (Royal National Theatre)